# Клувер-Буси синдром
Клувер-Буси синдром је синдром који је резултат лезија медијалног темпоралног режња, посебно Бродманове области 38, који узрокује компулзивно једење, хиперсексуалност, компулзивну потребу за убацивањем неприкладних предмета у уста (хипероралност), визуелну агнозију и послушност. Клувер-Буси синдром се чешће налази код резус мајмуна, где је стање први пут документовано, него код људи. Патологија синдрома је још увек контроверзна са теоријом Нормана Гешвинда и Милеровом теоријом која нуди различита објашњења за ово стање. Лечење Клувер-Буси синдрома се обично спроводи стабилизаторима расположења, антипсихотицима и антидепресивима.

## Патологија
Постоји неколико теорија које покушавају да објасне процесе иза Клувер-Буси синдрома и његових симптома. Ова тема и даље остаје контроверзна јер је потпуни Клувер-Буси синдром редак код људи, посебно у поређењу са мајмунима. Сматра се да Клувер-Буси синдром настаје услед оштећења темпоралних делова лимбичке мреже, која се повезује са другим структурама које регулишу емоционално понашање. Теорија Нормана Гешвинда наводи да је Клувер-Буси синдром узрокован дисконектуним синдромом (стање мозга где се две хемисфере развијају одвојено или различитим брзинама) и да је почетни допринос томе блокада визуелног улаза у лимбичко коло. Друга теорија, названа Милерова теорија, приписује Клувер-Буси синдром прекиду путева који се користе за емоционалну регулацију и памћење, као што су они који повезују дорзомедијални таламус са префронталним кортексом. Медијални темпорални делови лимбичког система могу бити повезани са примитивнијим функцијама као што су репродукција, храна и одбрана. Ово се може видети у симптомима повећане хиперсексуалности, хипероралности и опште агресивности.